# Episodi di Cartoon Sushi
Elenco degli episodi della serie televisiva animata Cartoon Sushi.

## Episodi pilota
| n° | Serie                                   | Titolo originale      | Autore           | Prima TV USA |
| -- | --------------------------------------- | --------------------- | ---------------- | ------------ |
| 1  | The Maxx                                |                       | Sam Kieth        |              |
| 1  | The Adventures of Ricardo               |                       | Corky Quakenbush |              |
| 1  | Buddy                                   |                       |                  |              |
| 1  | A Day in the Life of an Oscillating Fan |                       | Neil Michka      |              |
| 1  | Chunk                                   |                       |                  |              |
| 1  | Iddy Biddy Beat Boy                     |                       | Mo Willems       |              |
| 1  | Men Making Meetings                     |                       |                  |              |
| 1  | Angry Cabaret                           |                       | John R. Dilworth |              |
| 1  | Slow Bob in the Lower Dimensions        |                       | Henry Selick     |              |
| 2  | The Maxx                                |                       | Sam Kieth        |              |
| 2  | The Adventures of Ricardo               |                       | Corky Quakenbush |              |
| 2  | C'mon C'mon                             |                       |                  |              |
| 2  | Another Bad Day for Philip Jenkins      |                       | Mo Willems       |              |
| 2  | Excuse Me                               |                       |                  |              |
| 2  | Brickface and Stucco                    | Last Piece of Chicken |                  |              |
| 2  | The Food Mister                         |                       | Neil Michka      |              |
| 2  | Plastic Surgeon                         |                       |                  |              |
| 2  | Joe's Apartment                         |                       | John Payson      |              |
| 2  | B                                       |                       |                  |              |
| 2  | The Brothers Grunt                      | To Hell with Bing     |                  |              |
| 2  | Brickface and Stucco                    | Sizzleans Machine     |                  |              |

## Prima stagione
| n° | Serie                             | Titolo originale            | Autore                                  | Prima TV USA |
| -- | --------------------------------- | --------------------------- | --------------------------------------- | ------------ |
| 1  | Ultracity 6060                    | No Lip Sync                 | Mike deSeve, Dave Hughes, Matt Harrigan |              |
| 1  | Farcus                            |                             | Gord Coulthart, David Waisglass         |              |
| 1  | Robin                             | Partying                    | Magnus Carlsson                         |              |
| 1  | The Many Deaths of Norman Spittal | Balloon Hanging             | Banx                                    |              |
| 1  | Pull My Finger                    |                             | Jay Hathaway                            |              |
| 1  | Science Facts!                    | Broccoli Has an IQ of 10    | AMPnyc Animation                        |              |
| 1  | Penguins: A Documentary           |                             | Frank Ziegler                           |              |
| 1  | Cartoon Girl                      | My Most Embarrassing Moment | Heather McAdams, Chris Ligon            |              |
| 1  | Howl                              |                             | Bardel Animation Limited                |              |
| 1  | The Many Deaths of Norman Spittal | Helicopter                  |                                         |              |
| 1  | Ultracity 6060                    | Farting                     | Mike deSeve, Dave Hughes, Matt Harrigan |              |
| 1  | Space War                         |                             | Christy Karacas                         |              |
| 1  | The Many Deaths of Norman Spittal | Railroad                    |                                         |              |
| 1  | Untalkative Bunny                 |                             | Graham Falk                             |              |